# 王平夷
王平夷（1912年－1970年），四川开江人，1938年7月加入中共。曾担任中共杭州市委书记，1970年在文革中被迫害致死，1978年获得平反。其子王国平也担任过中共杭州市委书记。
王平夷历任杭州市劳动局长、市财委副主任、市委副书记兼副市长、市委第二书记、第一书记。他在杭州工作期间，对杭州工业基础、城市建设和园林绿化等多方面都有建树。